# Sparta Katowice
Le Sparta Katowice est un club polonais de handball, situé à  Katowice.

## Histoire
Le Sparta Katowice fut fondé en 1924

## Palmarès
- Championnat de Pologne (5) : 1954-55, 1955-56, 1956-57, 1958-59, 1959-60.